# 이지은 (기업인)
이지은은 대한민국의 기업인이다.

## 학력
- 충남대학교 신문방송학과 졸업

## 경력
- SNV교육연구소 소장
- 키즈스피치마루지 대표원장
- KBS대전방송총국 MC

## 데뷔
- 1999년 KBS 한국방송공사 공채 MC/리포터

## 진행 프로그램
- 열려라 동요세상